# Isabella Šinikova
Isabella Šinikova (Sofia, 25 ottobre 1991) è una tennista bulgara.

## Carriera
Dotata di ottimi colpi da fondo campo, la sua superficie preferita è la terra rossa. Dopo qualche anno di transizione, è esplosa a livello ITF nel 2015, anno in cui ha conquistato otto tornei, impresa riuscita nel nuovo millennio solo a Réka-Luca Jani (2013) e Li Na (2000). Ad oggi conta 26 vittorie in singolare e 32 vittore in doppio nel circuito ITF. Ha debuttato in un tabellone WTA a Katowice nel 2016, uscendo sconfitta al primo turno da Alizé Cornet per 6-2, 6-7, 6-3. Con la vittoria contro Dalila Jakupovič nella finale degli Internazionali Femminili di Tennis Città di Caserta edizione 2016, la bulgara è diventata l'unica tennista capace di scrivere per due volte il suo nome nell'albo d'oro nel torneo di via Laviano.

## Statistiche ITF

### Singolare

#### Vittorie (27)
| Torneo $100.000 (0) |
| Torneo $80.000 (0)  |
| Torneo $75.000 (0)  |
| Torneo $60.000 (1)  |
| Torneo $50.000 (0)  |
| Torneo $40.000 (1)  |
| Torneo $25.000 (5)  |
| Torneo $15.000 (6)  |
| Torneo $10.000 (14) |

| N.  | Data              | Torneo                                                       | Superficie      | Avversaria in finale   | Punteggio        |
| 1.  | 18 marzo 2012     | Internationaux Féminins d'Amiens, Amiens                     | Terra rossa (i) | Ysaline Bonaventure    | 6–3, 0–6, 6–3    |
| 2.  | 29 dicembre 2012  | ITF Women's Circuit Istanbul, Istanbul                       | Cemento (i)     | İpek Soylu             | 6-4, 6-2         |
| 3.  | 24 maggio 2014    | Internazionali Femminili di Tennis Città di Caserta, Caserta | Terra rossa     | Marianna Zakarlyuk     | 4–6, 6–3, 6–4    |
| 4.  | 25 gennaio 2015   | ITF Women's Circuit El Kantaoui, El Kantaoui                 | Cemento         | Sandra Samir           | 6–2, 3–6, 6–3    |
| 5.  | 1º febbraio 2015  | ITF Women's Circuit El Kantaoui, El Kantaoui                 | Cemento         | Marie Benoît           | 6–2, 5–7, 6–1    |
| 6.  | 18 luglio 2015    | ITF Women's Circuit Bursa, Bursa                             | Terra rossa     | Julieta Lara Estable   | 6–3, 6–4         |
| 7.  | 27 settembre 2015 | Varna Open, Varna                                            | Terra rossa     | Irina Maria Bara       | 7–6(2), 6–4      |
| 8.  | 4 ottobre 2015    | Sozopol Open, Sozopol                                        | Cemento         | Margot Yerolymos       | 6–3, 3–0 rit.    |
| 9.  | 29 novembre 2015  | ITF Women's Circuit El Kantaoui, El Kantaoui                 | Cemento         | Chiraz Bechri          | 6–1, 6–2         |
| 10. | 6 dicembre 2015   | ITF Women's Circuit El Kantaoui, El Kantaoui                 | Cemento         | Jana Sizikova          | 6–3, 6–2         |
| 11. | 13 dicembre 2015  | ITF Women's Circuit El Kantaoui, El Kantaoui                 | Cemento         | Marta Paigina          | 7–5, 6–1         |
| 12. | 27 febbraio 2016  | Beinasco Open, Beinasco                                      | Terra rossa (i) | Jessica Pieri          | 1–6, 6–2, 6-2    |
| 13. | 13 marzo 2016     | Hammamet Open, Hammamet                                      | Terra rossa     | Julia Grabher          | 6–4, 6–4         |
| 14. | 20 marzo 2016     | Hammamet Open, Hammamet                                      | Terra rossa     | Irina Maria Bara       | 6–1, 4–6, 7–6(2) |
| 15. | 1º maggio 2016    | ITF Women's Circuit Chiasso, Chiasso                         | Terra rossa     | Amanda Carreras        | 6–3, 7–6(1)      |
| 16. | 22 maggio 2016    | Internazionali Femminili di Tennis Città di Caserta, Caserta | Terra rossa     | Dalila Jakupovič       | 6–2, 4–6, 6–2    |
| 17. | 3 luglio 2016     | Bella Cup, Toruń                                             | Terra rossa     | Tadeja Majerič         | 7–5, 4–6, 6–2    |
| 18. | 6 novembre 2016   | Djursholm Ladies, Stoccolma                                  | Cemento (i)     | Kristína Schmiedlová   | 6–4, 6–2         |
| 19. | 8 ottobre 2017    | Hammamet Open, Hammamet                                      | Terra rossa     | Satsuki Takamura       | 6–1, 6–2         |
| 20. | 1º aprile 2018    | Hammamet Open, Hammamet                                      | Terra rossa     | Yvonne Cavalle-Reimers | 6–3, 7–5         |
| 21. | 17 febbraio 2019  | Empire Women's Indoor, Trnava                                | Cemento (i)     | Denisa Allertová       | 6–1, 6–3         |
| 22. | 29 settembre 2019 | Oeste Ladies Open, Caldas da Rainha                          | Cemento         | Natalija Kostić        | 6-3, 2-0, rit.   |
| 23. | 30 aprile 2023    | Magic Tours, Monastir                                        | Cemento         | Lisa Mays              | 3-6, 6-4, 6-1    |
| 24. | 23 luglio 2023    | Porto Open, Porto                                            | Cemento         | Kristina Mladenovic    | 6-4, 7-5         |
| 25. | 23 febbraio 2025  | Sharm ElSheikh Women's Future, Sharm el-Sheikh               | Cemento         | Jana Kovačková         | 3–6, 6–0, 7–6(7) |
| 26. | 2 marzo 2025      | Sharm ElSheikh Women's Future, Sharm el-Sheikh               | Cemento         | Zhu Chenting           | 6-4, 3-6, 6-3    |
| 27. | 23 marzo 2025     | Sharm ElSheikh Women's Future, Sharm el-Sheikh               | Cemento         | Sofia Šapatava         | 6-1, 6-2         |

#### Sconfitte (21)
| Torneo $100.000 (0) |
| Torneo $80.000 (0)  |
| Torneo $75.000 (0)  |
| Torneo $60.000 (0)  |
| Torneo $50.000 (0)  |
| Torneo $40.000 (0)  |
| Torneo $25.000 (6)  |
| Torneo $15.000 (5)  |
| Torneo $10.000 (10) |

| N.  | Data              | Torneo                                       | Superficie  | Avversaria in finale   | Punteggio        |
| 1.  | 10 ottobre 2010   | Izida Cup, Dobrič                            | Terra rossa | Danka Kovinić          | 4-6, 3-6         |
| 2.  | 28 marzo 2011     | GD Tennis Cup, Adalia                        | Terra rossa | Ekaterine Gorgodze     | 1-6, 3-6         |
| 3.  | 4 aprile 2011     | GD Tennis Cup, Adalia                        | Cemento     | Quirine Lemoine        | 4-6, 2-6         |
| 4.  | 12 giugno 2011    | Torneo Club Tenis La Moraleja, Madrid        | Terra rossa | Lisa Sabino            | 5-7, 3-6         |
| 5.  | 25 marzo 2012     | ITF Women's La Marsa, La Marsa               | Terra rossa | Elina Svitolina        | 6(4)-7, 6(5)-7   |
| 6.  | 23 dicembre 2012  | GD Tennis Academy, Adalia                    | Terra rossa | Irina Ramialison       | 1–6, 6–2, 0–6    |
| 7.  | 2 giugno 2013     | Sinan Sudas Cup, Adana                       | Cemento     | Zuzana Zlochová        | 5-7, 0-6         |
| 8.  | 30 giugno 2013    | Breda Future, Breda                          | Terra rossa | Bernarda Pera          | 4-6, 6-4, 0-6    |
| 9.  | 2 marzo 2014      | Open GDF SUEZ Bron-Parilly, Bron             | Cemento (i) | Ema Mikulčić           | 0-6, 5-7         |
| 10. | 22 marzo 2015     | ITF Women's Circuit El Kantaoui, El Kantaoui | Cemento     | Myrtille Georges       | 4-6, 0-6         |
| 11. | 20 dicembre 2015  | ITF Women's Circuit El Kantaoui, El Kantaoui | Cemento     | Marta Paigina          | 2-6, 3-6         |
| 12. | 12 settembre 2016 | Izida Cup, Dobrič                            | Terra rossa | Kathinka von Deichmann | 0-6, 3-6         |
| 13. | 1º ottobre 2017   | Hammamet Open, Hammamet                      | Terra rossa | Marie Témin            | 4-6, 0-6         |
| 14. | 15 ottobre 2017   | Hammamet Open, Hammamet                      | Terra rossa | Fatma Al-Nabhani       | 3-6, 1-6         |
| 15. | 3 marzo 2018      | ITF Women's Circuit Palmanova, Palma Nova    | Terra rossa | Ylena In-Albon         | 1-6, 5-7         |
| 16. | 18 marzo 2018     | Hammamet Open, Hammamet                      | Terra rossa | Lea Bošković           | 7-6(7), 3-6, 4-6 |
| 17. | 25 marzo 2018     | Hammamet Open, Hammamet                      | Terra rossa | Montserrat González    | 6(4)-7, 2-6      |
| 18. | 24 giugno 2018    | ITF Women's Open Klosters, Klosters          | Cemento     | Miriam Kolodziejová    | 7–5, 4–6, 1–6    |
| 19. | 1º luglio 2018    | Rising Star Tour, Båstad                     | Terra rossa | Allie Kiick            | 2-6, 1-6         |
| 20. | 17 ottobre 2021   | Lagos International Ladies Open, Lagos       | Terra rossa | Antonia Ružić          | 1-6, 4-6         |
| 21. | 20 agosto 2023    | Vrnjačka Banja Open, Vrnjačka Banja          | Terra rossa | Polona Hercog          | 2-6, 4-6         |

### Doppio

#### Vittorie (32)
| Torneo $100.000 (0) |
| Torneo $80.000 (0)  |
| Torneo $75.000 (0)  |
| Torneo $60.000 (2)  |
| Torneo $50.000 (0)  |
| Torneo $40.000 (0)  |
| Torneo $25.000 (5)  |
| Torneo $15.000 (3)  |
| Torneo $10.000 (22) |

| N.  | Data              | Torneo                                                | Superficie      | Compagna              | Avversarie in finale                               | Punteggio            |
| 1.  | 15 agosto 2010    | ITF Women's Circuit Istanbul, Istanbul                | Cemento         | Başak Eraydın         | Fatma Al-Nabhani Magali de Lattre                  | 3–6, 6–3, [10–4]     |
| 2.  | 16 gennaio 2011   | AEGON Pro Series Glasgow, Glasgow                     | Cemento (i)     | Ulrikke Eikeri        | Teodora Mirčić Jasmina Tinjić                      | 6–4, 6–4             |
| 3.  | 7 agosto 2011     | ITF Women's Circuit Istanbul, Istanbul                | Cemento         | Irina Ramialison      | Khristina Kazimova Christina Shakovets             | 3–6, 6–1, [10–8]     |
| 4.  | 24 marzo 2012     | ITF Women's La Marsa, La Marsa                        | Terra rossa     | Ulrikke Eikeri        | Mervana Jugić-Salkić Sandra Klemenschits           | 6–3, 6–4             |
| 5.  | 29 aprile 2012    | Torneo Club Tennis Vic, Vic                           | Terra rossa     | Eugeniya Pashkova     | Amanda Carreras Ximena Hermoso                     | 6–1, 6–2             |
| 6.  | 1º luglio 2012    | Breda Future, Breda                                   | Terra rossa     | Ysaline Bonaventure   | Carolin Daniels Xenia Knoll                        | 6-4, 7-6(5)          |
| 7.  | 8 marzo 2013      | Internationaux Féminins d'Amiens, Amiens              | Terra rossa (i) | Lena-Marie Hofmann    | Bernice van de Velde Kelly Versteeg                | 7–6(5), 6–1          |
| 8.  | 15 marzo 2013     | Open du Havre, Le Havre                               | Terra rossa (i) | Estelle Cascino       | Dejana Raickovic Laura Schaeder                    | 0–6, 7–5, [10–5]     |
| 9.  | 23 agosto 2013    | Braunschweig Women's Open, Braunschweig               | Terra rossa     | Clothilde de Bernardi | Tereza Maliková Tereza Smitková                    | 3–6, 6–1, [10–8]     |
| 10. | 28 febbraio 2014  | Open GDF SUEZ Bron-Parilly, Bron                      | Cemento (i)     | Alyona Sotnikova      | Anna Klasen Katharina Lehnert                      | 5–7, 7–6(5), [10–5]  |
| 11. | 7 marzo 2014      | Internationaux Féminins d'Amiens, Amiens              | Terra rossa (i) | Alyona Sotnikova      | Angelica Moratelli Anna Remondina                  | 6-1, 6-4             |
| 12. | 21 marzo 2014     | Open du Havre, Le Havre                               | Terra rossa (i) | Alyona Sotnikova      | Bernice van de Velde Kelly Versteeg                | 6–4, 6–3             |
| 13. | 4 aprile 2014     | Open GDF SUEZ de Bourgogne, Digione                   | Cemento (i)     | Réka Luca Jani        | Martina Borecká Michaëlla Krajicek                 | 6–3, 7–5             |
| 14. | 7 settembre 2014  | Zvezdara Open, Belgrado                               | Terra rossa     | Natalija Kostić       | Nina Alibalić Nina Stojanović                      | 6–1, 6–2             |
| 15. | 28 settembre 2014 | Varna Open, Varna                                     | Terra rossa     | Julia Terziyska       | Diana Buzean Raluca Elena Platon                   | 7–5, 6–1             |
| 16. | 24 gennaio 2015   | ITF Women's Circuit El Kantaoui, El Kantaoui          | Cemento         | Estelle Cascino       | Kristýna Hrabalová Vendula Žovincová               | 7–6(3), 6–0          |
| 17. | 31 gennaio 2015   | ITF Women's Circuit El Kantaoui, El Kantaoui          | Cemento         | Chantal Škamlová      | Silvia Njirić Olga Parres Azcoitia                 | 6–2, 6–0             |
| 18. | 27 febbraio 2015  | Open GDF SUEZ de la Ville de Macon, Mâcon             | Cemento (i)     | Eva Wacanno           | Kinnie Laisné Marine Partaud                       | 6–4, 3–6, [10–5]     |
| 19. | 14 marzo 2015     | ITF Women's Circuit El Kantaoui, El Kantaoui          | Cemento         | Myrtille Georges      | Chanel Simmonds Magali Kempen                      | 1–6, 6–4, [10–2]     |
| 20. | 17 luglio 2015    | ITF Women's Circuit Bursa, Bursa                      | Terra rossa     | Dia Evtimova          | Ailen Crespo Azconzábal Ana Victoria Gobbi Monllau | 6–2, 3–6, [10–7]     |
| 21. | 25 settembre 2015 | Varna Open, Varna                                     | Terra rossa     | Irina Maria Bara      | Julieta Lara Estable Ana Victoria Gobbi Monllau    | 7–5, 4–6, [10–4]     |
| 22. | 4 ottobre 2015    | Sozopol Open, Sozopol                                 | Cemento         | Julia Terziyska       | Anna Klasen Charlotte Klasen                       | 6–1, 6–2             |
| 23. | 6 dicembre 2015   | ITF Women's Circuit El Kantaoui, El Kantaoui          | Cemento         | Karin Kennel          | Darya Chernetsova Jana Sizikova                    | 6–2, 6–3             |
| 24. | 6 marzo 2016      | ITF Women's Circuit El Kantaoui, El Kantaoui          | Terra rossa     | Julia Grabher         | Julija Kalabina Polina Monova                      | 7–5, 6–0             |
| 25. | 14 settembre 2016 | Izida Cup, Dobrič                                     | Terra rossa     | Lina Ǵorčeska         | Laura Schaeder Melanie Stokke                      | 6(13)–7, 6–2, [10–6] |
| 26. | 25 marzo 2017     | Hammamet Open, Hammamet                               | Terra rossa     | Chantal Škamlová      | Margarita Lazareva Marija Marfutina                | 7–6(5), 4–6, [10–8]  |
| 27. | 8 luglio 2018     | Schönbusch Open, Aschaffenburg                        | Terra rossa     | Polina Leykina        | Chiara Scholl Emma Laine                           | 7–6(4), 7–5          |
| 28. | 28 settembre 2018 | Open GDF SUEZ Clermont-Ferrand, Clermont-Ferrand      | Cemento (i)     | Leonie Küng           | Manon Arcangioli Sherazad Reix                     | 6-2, 7-5             |
| 29. | 28 settembre 2019 | Oeste Ladies Open, Caldas da Rainha                   | Cemento         | Jessika Ponchet       | Anna Danilina Vivian Heisen                        | 6-1, 6-3             |
| 30. | 4 giugno 2021     | Torneo Internazionale Femminile Città di Grado, Grado | Terra rossa     | Lucia Bronzetti       | Federica Di Sarra Camilla Rosatello                | 6-4, 2-6, [10-8]     |
| 31. | 3 giugno 2022     | Brașov Open, Brașov                                   | Terra rossa     | Jesika Malečková      | Veronika Erjaveč Weronika Falkowska                | 7-6(5), 6-3          |
| 32. | 25 marzo 2023     | Magic Tours, Monastir                                 | Cemento         | Naïma Karamoko        | Fernanda Labraña Elena Milovanović                 | 6-4, 3-6, [10-5]     |

#### Sconfitte (34)
| Torneo $100.000 (0) |
| Torneo $80.000 (0)  |
| Torneo $75.000 (0)  |
| Torneo $60.000 (1)  |
| Torneo $50.000 (0)  |
| Torneo $40.000 (2)  |
| Torneo $25.000 (11) |
| Torneo $15.000 (7)  |
| Torneo $10.000 (13) |

| N.  | Data              | Torneo                                               | Superficie  | Compagna              | Avversarie in finale                      | Punteggio           |
| 1.  | 17 luglio 2010    | ITF Women's Circuit Prokuplje, Prokuplje             | Terra rossa | Jelena Durišič        | Camelia Hristea Ionela-Andreea Iova       | 5-7, 4-6            |
| 2.  | 26 marzo 2011     | GD Tennis Cup, Adalia                                | Terra rossa | Martina Gledačeva     | Ilona Kramen' Demi Schuurs                | 6-3, 6(3)-7, [8-10] |
| 3.  | 4 giugno 2011     | Torneo Internacional Femenino Reebok, Madrid         | Cemento     | Julija Stamatova      | Rocío de la Torre-Sánchez Olga Sáez Larra | 4–6, 6–4, [8–10]    |
| 4.  | 18 giugno 2011    | Future Alkmaar, Alkmaar                              | Terra rossa | Kimberley Cassar      | Olga Brózda Natalia Kołat                 | 7–6(6), 2–6, [2–10] |
| 5.  | 2 luglio 2011     | ITF Women's Circuit Prokuplje, Prokuplje             | Terra rossa | Julija Stamatova      | Polona Reberšak Zsófia Susányi            | 4–6, 6(2)-7         |
| 6.  | 13 agosto 2011    | Lacoste Dalyan Cup, Istanbul                         | Terra rossa | Sofia Kvatsabaia      | Magali de Lattre Lisa Whybourn            | 3–6, 6–2, [10–12]   |
| 7.  | 3 marzo 2012      | Open GDF SUEZ Bron-Parilly, Bron                     | Cemento (i) | Justine Ozga          | Diāna Marcinkēviča Despina Papamichail    | 5-7, 5-7            |
| 8.  | 23 giugno 2012    | Lenzerheide Open, Lenzerheide                        | Terra rossa | Ksenija Lykina        | Aleksandra Krunić Ana Vrljić              | 2-6, 4-6            |
| 9.  | 8 luglio 2012     | Open GDF SUEZ de la Porte du Hainaut, Denain         | Terra rossa | Michaela Hončová      | Myrtille Georges Céline Ghesquière        | 4-6, 2-6            |
| 10. | 2 febbraio 2013   | GD Tennis Academy, Adalia                            | Terra rossa | Eva Fernández Brugués | Han Na-lae Lee Jin-a                      | 3-6, 3-6            |
| 11. | 21 settembre 2013 | Izida Cup, Dobrič                                    | Terra rossa | Dalia Zafirova        | Xenia Knoll Teodora Mirčić                | 5–7, 6(5)-7         |
| 12. | 17 agosto 2014    | Innsbruck Open, Innsbruck                            | Terra rossa | Julija Stamatova      | Zuzanna Maciejewska Camilla Rosatello     | 2-6, 2-6            |
| 13. | 18 agosto 2014    | Braunschweig Women's Open, Braunschweig              | Terra rossa | Polina Leykina        | Conny Perrin Chanel Simmonds              | 3-6, 0-6            |
| 14. | 19 settembre 2014 | Izida Cup, Dobrič                                    | Terra rossa | Réka Luca Jani        | Irina Maria Bara Andreea Mitu             | 5-7, 6(5)-7         |
| 15. | 11 ottobre 2014   | Albena Cup, Albena                                   | Terra rossa | Iulia Helbet          | Lenka Kunčíková Karolína Stuchlá          | 2-6, 4-6            |
| 16. | 28 marzo 2015     | ITF Women's Circuit El Kantaoui, El Kantaoui         | Cemento     | Fatma Al-Nabhani      | Carolin Daniels Justyna Jegiołka          | 5–7, 7–5, [5–10]    |
| 17. | 19 dicembre 2015  | ITF Women's Circuit El Kantaoui, El Kantaoui         | Cemento     | Francesca Stephenson  | Dar'ja Černecova Alexandra Perper         | 4–6, 6–4, [7–10]    |
| 18. | 12 marzo 2016     | Hammamet Open, Hammamet                              | Terra rossa | Lina Ǵorčeska         | Julia Grabher Naomi Totka                 | 5–7, 6–1, [11–13]   |
| 19. | 11 marzo 2017     | Hammamet Open, Hammamet                              | Terra rossa | Margarita Lazareva    | Sandra Jamrichová Julija Kulikova         | 5–7, 6(5)-7         |
| 20. | 30 luglio 2017    | BMW AHG Cup, Horb am Neckar                          | Terra rossa | Ágnes Bukta           | Lesley Kerkhove Bibiane Schoofs           | 5-7, 3-6            |
| 21. | 19 agosto 2017    | Montreux Ladies Open, Montreux                       | Terra rossa | Michaela Hončová      | Xenia Knoll Amra Sadiković                | 2-6, 5-7            |
| 22. | 15 ottobre 2017   | Hammamet Open, Hammamet                              | Terra rossa | Mariana Dražić        | Lea Bošković Yasmine Mansouri             | 6-1, 4-6, [6-10]    |
| 23. | 16 dicembre 2017  | Hammamet Open, Hammamet                              | Terra rossa | Victoria Muntean      | Claudia Giovine Giorgia Marchetti         | 3-6, 1-6            |
| 24. | 24 marzo 2018     | Hammamet Open, Hammamet                              | Terra rossa | Camilla Scala         | Montserrat González Laura Pigossi         | 2-6, 0-6            |
| 25. | 27 luglio 2018    | Baja Ladies Open, Baja                               | Terra rossa | Nicoleta Dascălu      | Natalija Kostić Paula Ormaechea           | w/o                 |
| 26. | 22 giugno 2019    | ITF Women's Open Klosters, Klosters                  | Terra rossa | Leonie Küng           | Lisa Sabino Gaia Sanesi                   | 6–3, 1–6, [6–10]    |
| 27. | 3 agosto 2019     | Kozerki Open, Grodzisk Mazowiecki                    | Terra rossa | Ulrikke Eikeri        | Anna Hertel Anastasija Šošjna             | 7–6(6), 2–6, [4–10] |
| 28. | 3 giugno 2023     | La Marsa Women's Tennis Tour, La Marsa               | Cemento     | Wei Sijia             | Anastasija Gasanova Ekaterina Jašina      | 5-7, 7–6(1), [9-11] |
| 29. | 3 febbraio 2024   | Egypt Sharm ElSheikh Women's Future, Sharm el-Sheikh | Cemento     | Linda Klimovičová     | Dar'ja Chomucianskaja Evialina Laskevič   | 4-6, 2-6            |
| 30. | 23 marzo 2024     | Magic Hotel Tours by FTT, Monastir                   | Cemento     | Elena Milovanović     | Evialina Laskevič Radka Zelníčková        | 0-6, 1-6            |
| 31. | 21 ottobre 2024   | Kayseri Women's, Kayseri                             | Cemento     | Melis Sezer           | Briana Szabó Patricia Maria Țig           | 6-3, 4-6, [8-10]    |
| 32. | 15 marzo 2025     | Sharm ElSheikh Women's Future, Sharm el-Sheikh       | Cemento     | Elena-Teodora Cadar   | Carolyn Ansari Zuzanna Pawlikowska        | 4-6, 0-6            |
| 33. | 19 luglio 2025    | Open Araba en Femenino, Vitoria-Gasteiz              | Cemento     | Nahia Berecoechea     | Malene Helgø Shi Han                      | 3-6, 3-6            |
| 34. | 9 agosto 2025     | Leipzig Open, Lipsia                                 | Terra rossa | Lola Giza             | Park So-hyun Peangtarn Plipuech           | 1-6, 4-6            |